# Simmons Glacier
Simmons Glacier är en glaciär i Antarktis. Den ligger i Västantarktis. Inget land gör anspråk på området. Simmons Glacier ligger 193 meter över havet.
Terrängen runt Simmons Glacier är kuperad söderut, men norrut är den platt. Trakten är obefolkad. Det finns inga samhällen i närheten.